# Shapurji Saklatvala
Shapurji Saklatvala (Bombay, 28 de marzo de 1874 - 16 de enero de 1936). Político británico de la comunidad India Parsi. Tercer miembro del parlamento  de origen indio en la Cámara de los Comunes del Reino Unido, después de Dadabhai Naoroji y Mancherjee Bhownagree. 
Hijo de un comerciante, se trasladó a Inglaterra en 1905 después de licenciarse como abogado. Se unió al Partido Laborista Independiente, el Partido Laborista y participó en la fundación del Partido Comunista de Gran Bretaña. Fue elegido miembro del Parlamento por el Partido Comunista en el distrito electoral de Battersea en 1922, con el apoyo de los laboristas, siendo uno de los primeros componentes de esta formación que accedía al Parlamento británico. 
Saklatvala perdió el escaño en 1923, pero fue reelegido en 1924 hasta 1929. Fue arrestado dos meses en 1926 por su apoyo a la huelga de los mineros del carbón. Al inicio de la guerra civil española, la organización de las Brigadas Internacionales en el Reino Unido denominó al Batallón Británico, Batallón Saklatvala en su honor.